# Don Murray
Don Murray, właśc. Donald Patrick Murray (ur. 31 lipca 1929 w Los Angeles, zm. 2 lutego 2024 w Golecie) – amerykański aktor, reżyser, producent i scenarzysta, nominowany do Oscara dla najlepszego aktora drugoplanowego w filmie Przystanek autobusowy (1956).
8 lutego 1960 otrzymał własną gwiazdę w Alei Gwiazd w Los Angeles znajdującą się przy 6385 Hollywood Boulevard.

## Życiorys
Urodził się w Los Angeles jako drugie z trójki dzieci Ethel Murray (z domu Cook), byłej performerki Ziegfeld Follies, i Dennisa Aloisiusa Murraya, reżysera tańca i kierownika sceny na Broadwayu. Jego rodzina była pochodzenia irlandzkiego. Uczęszczał do East Rockaway High School (klasa 1947) w East Rockaway w stanie Nowy Jork, gdzie grał w piłkę nożną i był w drużynie lekkoatletycznej. Był członkiem samorządu studenckiego, chóru i dołączył do oddziału Alpha Phi bractwa Omega Gamma Delta. Po ukończeniu szkoły średniej studiował w American Academy of Dramatic Arts.
Po raz pierwszy trafił na mały ekran w jednym z odcinków serialu CBS Studio One (1950) u boku Charltona Hestona. W 1951 zadebiutował na Broadwayu w roli Jacka Huntera w sztuce Tennessee Williamsa Tatuowana róża z Martinem Balsamem. Przełomem w karierze okazała się rola Beauregarda „Bo” Deckera w komediodramacie Joshuy Logana Przystanek autobusowy (1956) z Marilyn Monroe, za którą był nominowany do Oscara i nagrody BAFTA dla najbardziej obiecującego debiutanta.
W dramacie Delberta Manna Wieczór kawalerski (The Bachelor Party, 1957) według scenariusza Paddy’ego Chayefsky’ego zagrał młodego męża, który dowiaduje się, że jego żona spodziewa się dziecka, po czym musi wyjść z grupą przyjaciół z biura na tytułową uroczystość. W dramacie Freda Zinnemanna Kapelusz pełen deszczu (1957) adaptacji sztuki Michaela V. Gazzo został obsadzony w roli uzależnionego od narkotyków weterana wojny koreańskiej, który desperacko próbuje ukryć swój sekret przed żoną i oddanym ojcem. Następnie zagrał w dwóch westernach nakręconych przez CinemaScope: Z piekła do Teksasu (From Hell to Texas, 1958) w reż. Henry’ego Hathawaya i Te tysiące wzgórz (These Thousand Hills, 1959) w reż. Richarda Fleischera.
Pojawił się także w dramacie politycznym Michaela Andersona Podając rękę diabłu (Shake Hands With the Devil, 1959) u boku Jamesa Cagneya opowiadającym o moralnych zawiłościach irlandzkiej rebelii. W melodramacie Irvina Kershnera The Hoodlum Priest (1961), którego był współautorem scenariusza, opartego na prawdziwej historii księdza, który służył gangom ulicznym, zagrał główną rolę księdza Charlesa Dismasa Clarka. W dreszczowcu politycznym Otto Premingera Burza nad Waszyngtonem (Advise & Consent, 1962) wystąpił w roli senatora Brighama „Briga” Andersona z Utah. Wśród wielu westernów, w których brał udział, był Nieustraszony Bill (The Plainsman, 1966), w którym zagrał Dzikiego Billa Hickoka, oraz jednosezonowy serial ABC The Outcast (1968–69) w roli Earla Coreya. Był producentem i scenarzystą dramatu Childish Things (1969) w reż. Johna Dereka i Davida Nelsona z Lindą Evans, gdzie zagrał główną rolę alkoholika, były żołnierza, zadaje się z gangsterami, po czym przeżywa duchowe przebudzenie.
14 kwietnia 1956 zawarł związek małżeński z aktorką Hope Lange, z którą miał syna Christophera (ur. 19 marca 1957) i córkę Patricię (ur. 1 lutego 1958). 7 lipca 1962 doszło do rozwodu. 6 sierpnia 1962 ożenił się z Elizabeth Johnson, z którą miał troje dzieci: córkę Colleen (ur. 1 grudnia 1963) oraz dwóch synów  Seana (ur. 1965) i Micka (ur. 4 marca 1972).
Zmarł 2 lutego 2024 w wieku 94 lat.

## Wybrana filmografia

### Filmy
- 1956: Przystanek autobusowy (Bus Stop) jako Beauregard „Bo” Decker
- 1957: Wieczór kawalerski (The Bachelor Party) jako Charlie Samson
- 1957: Kapelusz pełen deszczu (A Hatful of Rain) jako Johnny Pope
- 1972: Podbój Planety Małp (Conquest of the Planet of the Apes) jako gubernator Breck
- 1981: Niekończąca się miłość (Endless Love) jako Hugh Butterfield
- 1986: Peggy Sue wyszła za mąż (Peggy Sue Got Married) jako Jack Kelcher

### Seriale TV
- 1979–1981: Knots Landing jako Sid Fairgate
- 1987: Matlock jako Albert Gordon
- 1993: Napisała: Morderstwo (Murder, She Wrote) jako Wally Hampton
- 1995: Skrzydła (Wings) jako tata
- 1996: Ostatni do wzięcia (The Single Guy) jako Chip Bremley
- 2017: Twin Peaks jako Bushnell Mullins